# Regencia de Urgel
Die Regencia de Urgel (Regierung von Urgel) wurde im Jahr 1822 in La Seu d’Urgell gegründet. Sie war eine absolutistisch, monarchistisch ausgerichtete Gegenregierung zu der liberalen Regierung in Madrid.

## Historische Vorgänger
Regentschaften waren in Spanien nichts Ungewöhnliches. Üblicherweise wurden sie eingerichtet, wenn der König noch nicht volljährig war, wie z. B. bei Karl II. oder wie z. B. zwischen 1506 und 1516, als die Königin Johanna als nicht regierungsfähig bezeichnet wurde. (Wenngleich hier umstritten ist, ob Ferdinand nicht aus eigenem Recht aus seiner Ehe mit Isabella I. König von Kastilien usw. war.) Auch wenn der König noch nicht im Land war, konnte, wie zwischen 1516 und 1517 durch Francisco Jiménez de Cisneros, ein Regent oder ein Regentschaftsrat die Regierungsgeschäfte übernehmen. König Karl I. bestellte verschiedentlich seine Tochter Maria während seiner Abwesenheit von Spanien zur Regentin.
Während der Regierungszeit Josefs I. lebte der unter Druck zurückgetretene König Ferdinand VII. in Frankreich. In seiner Abwesenheit wurde im September 1808 die Junta Suprema Central y Gubernativa del Reino und im Januar 1810 der Consejo de Regencia gebildet.
Allen diesen Regentschaften ist gemein, dass sie in Vertretung und im Namen des eigentlichen Herrschers handelten. Ob die Vertretung mit oder ohne die Zustimmung des Vertretenen oder gar gegen dessen Willen geschah, war zur Zeit der Regentschaft ohne Bedeutung.

## Politische Situation in Spanien vor der Gründung der Regierung
Durch ein Pronunciamiento im Januar 1820, das von Sevilla bzw. Cádiz ausging und Unruhen im ganzen Land hervorrief, sah sich Ferdinand VII. im März 1820 genötigt, die Verfassung von Cádiz anzuerkennen, die Cortes entsprechend dieser Verfassung einzuberufen und ein Kabinett aus Ministern zu ernennen, die dem moderaten Flügel der liberalen Bewegung angehörten. Nach den Vorkommnissen im Jahr 1820 fanden im Jahr 1822 die zweiten Wahlen zu den Cortes statt, bei denen die gewählten Abgeordneten mehrheitlich der Richtung der Exaltados zuzurechnen waren. Verschiedene Aufstände und Unruhen im Land veranlassten Ferdinand VII. dann im August 1822 ein Kabinett zu ernennen, das weitgehend aus Vertretern der Exaltados bestand.
Gegen die liberale Politik, besonders die Politik der Exaltados, bildete sich im Land ein vorerst unorganisierter royalistischer Widerstand. Ziel der meisten Royalisten war nicht einfach eine Rückkehr zu den Zuständen vor 1820, sondern die Schaffung einer neuen Regierungsform, die gewisse Erneuerungen zuließ, bei der aber die Souveränität des Königs nicht nur symbolisch vorhanden war. Dazu veranstalteten verschiedene Gruppen Treffen, die meist im Ausland stattfanden. In Bayonne traf sich eine Gruppe unter der Leitung von General Eguía, in Toulouse eine andere unter dem Marqués de Mataflorida. Diese zweite Gruppe ließ sich in Urgel nieder. Im Norden und Osten Spaniens, in Vizcaya, Navarra, Sigüenza, Burgos, Aragon und in einigen anderen Gebieten bildeten sich royalistische Juntas, welche die Regencia de Urgel anerkannten.

## Zusammensetzung der Regencia
Die Regencia de Urgel bestand aus drei Personen:
- Bernardo Mozo de Rosales, Marqués de Mataflorida; er war einer der Abgeordneten, die 1814 dem König Ferdinand VII. in Valencia das Manifiesto de los Persas übergaben, mit dem 69 Abgeordnete der Cortes von Cádiz den König aufforderten, die Verfassung nicht zu akzeptieren und absolutistisch zu regieren. Bernardo Mozo de Rosales wurde dafür von Ferdinand VII. mit dem Titel eines Marqués belohnt. Er war von November 1819 bis zum 9. März 1820, also während der Zeit des Pronunciamientos de Riego, Justizminister.
- Joaquín Ibáñez Cuevas y de Valonga, Barón de Eroles (1784–1825), Militär und Politiker; ihm wurde später von König Ferdinand VII. der Titel eines Marqués de la Cañada verliehen, außerdem wurde er zum Generalkapitän von Katalonien ernannt.
- Jaime Creus y Martí, Erzbischof von Tarragona, Mitglied der Cortes von Cádiz

## Begründung für die Bildung einer Gegenregierung
Die Regencia de Urgel sah sich als einzige legitime Regierung Spaniens an, da nur sie den Willen des von Gott gegebenen Königs vertrat und nur sie die Souveränität des Königs, die zentrale Stellung der Religion und die Geltung der traditionellen Rechte wiederherstellen wollte. König Ferdinand VII. selbst befand sich nach Ansicht der Regencia in einer moralischen Gefangenschaft durch die Liberalen, etwa in der gleichen Art, wie er sich in den Jahren 1808–1814 in der Gefangenschaft Napoleons befunden hatte. Eine Gegenregierung sei also ebenso notwendig, wie der Regentschaftsrat (Consejo de Regencia), der 1810 gebildet worden war.

## Tätigkeit der Regencia
Die Regencia de Urgel rief Ferdinand VII. zum absoluten Monarchen aus. Sie beanspruchte unbedingten Gehorsam gegenüber der Monarchie (die durch die Regencia vertreten wurde). Sie erklärte alle Anweisungen als unwirksam, die der König bei fehlender Freiheit erlassen hatte. Sie äußerte, die alten Gesetze und Vorrechte (Fueros) erhalten zu wollen. Sie versprach, zu gegebener Zeit Cortes in der alten Art als Ständeparlament einzuberufen.
Am 15. August veröffentlichte die Regencia de Urgel einen Aufruf an die Spanier. Der Aufruf wurde mit einem Anschreiben auch an die leitenden Beamten der Provinzen und Städte verschickt. Eine besondere Darstellung ihrer Gründe wurde mit dem Aufruf an König Ferdinand VII. gesandt. Am 16. September 1822 ließ der König in Madrid ein Manifest veröffentlichen, in dem er die Verfassung überschwänglich lobte, sich selbst als Rey Constitucional de las Españas (Verfassungsmäßiger König Spaniens) und die Regencia von Urgel als Kriminelle bezeichnet.
Mit einem Schreiben vom 12. September nahm die Regencia Kontakt zu den in Verona auf dem Kongress versammelten Herrschern Europas auf, um sie auf die Situation Spaniens und die Gefangenschaft des Königs aufmerksam zu machen und um ihre Anerkennung und Unterstützung zu erhalten.

## Ende der Regencia
Nachdem sich besonders in Navarra und Katalonien örtlich royalistische Juntas gebildet hatten, welche die Regencia de Urgel anerkannten und auch verschiedene Teile der Armee zu den Royalisten übergewechselt waren oder überzuwechseln drohten, beauftragte die Regierung in Madrid General Francisco Espoz y Mina, die Ordnung wiederherzustellen. Er führte ein Heer von etwa 20 000 Soldaten nach Katalonien. Da die royalistischen Truppen kaum Verpflegungsvorräte und Munition besaßen, mussten sie nach zwei Monaten aufgeben. Ein großer Teil floh nach Frankreich. Auch die Regencia floh am 11. November 1822 zuerst nach Puigcerdà nahe der französischen Grenze, dann, nachdem die Armee die Festung von Puigcerdà gestürmt hatte, weiter über die französische Grenze nach Perpignan. Dort löste sich die Regencia de Urgel am 7. Dezember 1822 auf. Beim Sturm auf die Festung Puigcerdà fand General Mina die Unterlagen der Regencia von Urgel, das Archiv der Regencia.
Am 22. November schlossen die Vertreter Österreichs, Frankreichs, Preußens und Russlands in Verona einen Geheimvertrag, in dem Frankreich beauftragt wurde, auf der Halbinsel den Stand der Dinge wiederherzustellen, wie er vor der Revolution von Cádiz bestand (→ Französische Invasion in Spanien).